# 嶋原清子

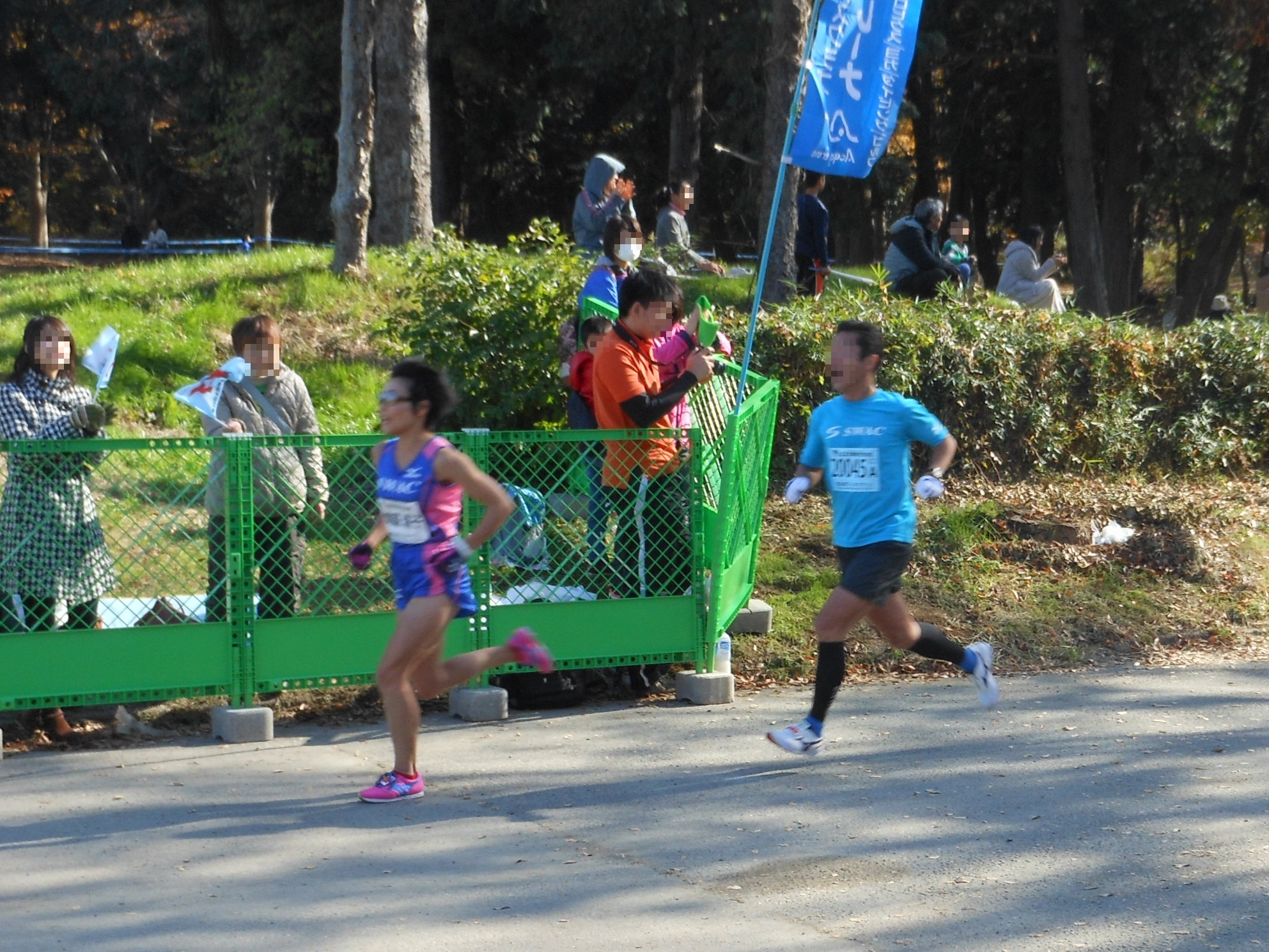
第33回つくばマラソン（2013年）で疾走する嶋原清子（画像左側）

嶋原 清子（しまはら きよこ、1976年12月22日 - ）は、日本の女子陸上競技（長距離走・マラソン）元選手。山口県大島郡周防大島町出身。高水高等学校、国士舘大学卒業。身長154cm、体重43kg。1999年4月、資生堂ランニングクラブに入部し、その後8年間所属していたが、2007年4月1日をもってセカンドウィンドAC（SWAC）に移籍した。
2010年5月、当時陸上競技の現役選手で佐久長聖高等学校・陸上部コーチ（2011年3月より同校陸上部監督就任）の高見澤勝と結婚、その後ミセスランナーとしても活躍した。2012年1月29日の大阪国際女子マラソンで現役引退。2012年12月6日、第一子となる男子を出産した。
現役引退後は主にSWACスタッフを務め、2013年4月よりSWACのリーダーとして活動中（同時にSWAC監督だった川越学はアドバイザーへ転任）。

## 来歴
- 2003年11月に開催された東京国際女子マラソンでは、気温20度を超える季節外れの高温であった。その影響のせいか同レースに出走の女子選手達は、レース終盤に失速したり途中棄権も多く目立った（アテネオリンピックを目指した高橋尚子も、30Km手前からの大失速でまさかの2位と敗退、それが響きアテネ五輪落選）。そんな中、嶋原は終始安定した走りを見せて、3位でフィニッシュした[4]。
- 2004年11月開催の東京国際女子マラソンでは、10Km手前で先頭集団から抜け出したエルフェネッシュ・アレム（エチオピア）、千葉真子らにはついていかず、マイペースを維持。嶋原は35Kmを過ぎてから徐々にペースを上げ始め、40Kmを過ぎると先頭を走っていたアレムと千葉を追い越し逆転。しかし優勝したブルーナ・ジェノベーゼ（イタリア）には、わずか9秒差で届かず2位だった[5]。翌2005年8月開催の世界陸上ヘルシンキ大会女子マラソン代表には、補欠に留まる[6]。
- 2005年8月開催の北海道マラソンでは、当時の大会記録で優勝した千葉真子に惜しくも敗れて2位だったが[7]、自己記録を29秒上回ってのフィニッシュとなった。
- 2006年12月に開催のドーハアジア競技大会女子マラソンは、号砲直後ハイペースで一人飛び出した周春秀（中国）についていかず、同じ日本代表の小幡佳代子と併走する。レース終盤でペースの落ちた周を追い上げるも届かず、優勝の周とは3分以上の差をつけられた。フィニッシュ直前まで小幡と2位争いのデッドヒートを繰り広げたが、残り1Kmを過ぎて嶋原がスパート、銀メダルを獲得した[8]。なお40Km地点の給水所で、嶋原は自分のスペシャルドリンクを取った後、小幡にもドリンクを手渡す場面があった。この成績が評価され、翌2007年9月開催の世界陸上大阪大会女子マラソン代表に初選出された。
- 2007年9月の世界陸上選手権女子マラソン本番当日の大阪は、スタート時の朝7時で27.5度、湿度74％という高温多湿の気象条件だった。高温下のスタミナ勝負となれば嶋原にも上位入賞が十分期待されていたが、結果6位入賞の好成績でフィニッシュする。しかし3位入賞し銅メダル獲得、翌2008年8月開催の北京オリンピック代表に即内定となった土佐礼子らには、あと一歩届かなかった[9]。
- 翌2008年3月開催の名古屋国際女子マラソンに再び北京五輪代表を目指して出場したが、レース中盤の26Km付近で優勝争いの先頭集団から脱落し、結局11位に終わった。
- 2008年10月開催のシカゴマラソンでは、気温25度を超える高温の気象条件を苦にせず、北京五輪女子マラソン金メダリストのコンスタンティナ・トメスク（ルーマニア・4位）に先着、3位に入った[10]。
- 2008年12月に開催されたホノルルマラソンでは、海外メジャーマラソンで初優勝を果たす（同マラソンの日本人優勝者は2003年の早川英里以来5年ぶり2人目）。2位には当時SWAC所属だった吉田香織がフィニシュ、ホノルルマラソンでは日本人初となるワンツーフィニッシュを達成した。
- 2009年8月に開催された北海道マラソンでは、スタートしてから間もなく同SWACの尾崎朱美と先頭争いを繰り広げたが、12Km過ぎに嶋原が抜け出してからは独走となる。気温が25度を下回る涼しい好条件もあって、結果過去に千葉真子の持つ大会記録を36秒更新、自身も4年前の同マラソンで出した自己ベストを、さらに1分以上更新する2時間25分台のタイムで、念願の国内メジャーマラソンで初優勝を飾った。また2位には尾崎朱美が入り、昨年12月のホノルルマラソン同様に、SWAC選手同士でワンツーフィニッシュを果たした[11]。
- 2009年11月、記念すべき第1回大会の横浜国際女子マラソンに出走。インガ・アビトワ（ロシア）の30Km付近から仕掛けたロングスパートにはついていけず、一時3番手に下がったものの、36.5Kmでキャサリン・ヌデレバ（ケニア）を追い越し逆転、日本人トップの2着（当初）だった（しかし4年後の2013年11月、アビトワのドーピング違反により失格と判定され嶋原が繰り上がって優勝、横浜国際女子マラソンの初代女王となった[12]）。後に同マラソンでの成績が決め手となり、2大会連続のアジア競技大会女子マラソン代表に決定した。
- 2009年12月、連覇を目指してホノルルマラソンに出場。タイムこそ前年優勝時より2分43秒上回ったが、優勝したスベトラーナ・ザハロフ（ロシア）には1分19秒の差で、惜しくも2位だった。
- 2010年11月開催の広州アジア競技大会女子マラソンへ、当時チームメートの加納由理と共に出場。しかし、アジア大会2連覇を達成した周春秀らの先頭集団に、序盤の8Km過ぎでついていけず後退。レース後半に追い上げ、途中で加納らをかわしたものの5位に留まり、アジア大会での連続メダル獲得はならなかった[13]。
- 2011年8月の北海道マラソンは、33Km過ぎで2位集団から抜け出して優勝した森本友のスパートにはついていけなかったが、途中渋井陽子・吉田香織を追い越して2位に食い込んだ。
- 2011年10月の第1回大阪マラソンでは、女子の部で優勝したリディア・シモン（ルーマニア）には48秒及ばなかったが、日本女子ではトップの2位だった。
- 2012年1月の大阪国際女子マラソンで、一区切りのレースにする事を発表。その大阪では優勝者の重友梨佐らハイペースの先頭集団についていかず、序盤の2Km辺りからマイペースで追走。その後レース後半に追い上げて（中盤以降失速した福士加代子を追い抜く際「ここからだよ」と福士の肩を叩くパフォーマンスを見せていた）、結果5位（当初、のち2位のタチアナ・ガメラシュミルコのドーピング違反・失格により4位に繰り上げ）という成績で締め括った[14]。さらに、かつて資生堂RCの元チームメートで、奇しくも嶋原の誕生日と一緒だった佐藤由美もラストランで6位（のち5位に繰上）に入り、二人はフィニッシュ後健闘を称えあうシーンがあった。
- 2013年10月、長男出産後初の「ママさんランナー」で第3回大阪マラソンに出場。女子優勝のモニカ・ジェプコエチ（ケニア）には約5分届かなかったものの、日本女子では2番手（日本女子トップは2位の吉住友里）の3位でフィニッシュした。

## マラソン全成績
- 1997年3月2日　篠山ABCマラソン大会（日本学生選手権）　2時間58分39秒　14位
- 2003年2月11日　勝田全国マラソン　2時間28分17秒　優勝
- 2003年11月16日　東京国際女子マラソン　2時間31分10秒　3位
- 2004年11月21日　東京国際女子マラソン　2時間26分43秒　2位
- 2005年8月28日　北海道マラソン　2時間26分14秒　2位
- 2006年1月29日　大阪国際女子マラソン　2時間26分47秒　3位
- 2006年4月17日　ボストンマラソン　2時間26分52秒　5位
- 2006年12月9日　ドーハアジア競技大会女子マラソン　2時間30分34秒　2位（銀メダル獲得）
- 2007年4月22日　ロンドンマラソン　途中棄権（25Km過ぎの地点、過呼吸の発作により）
- 2007年9月2日　世界陸上大阪大会女子マラソン 2時間31分40秒　6位入賞
- 2007年11月25日　東レ上海マラソン　2時間35分41秒　2位
- 2008年3月9日　名古屋国際女子マラソン　2時間30分30秒　11位
- 2008年10月12日　シカゴマラソン　2時間30分19秒　3位
- 2008年12月14日　ホノルルマラソン　2時間32分36秒　優勝
- 2009年3月22日　東京マラソン2009　2時間31分57秒　6位
- 2009年8月30日　北海道マラソン　2時間25分10秒　優勝（大会新記録・自己ベスト更新）
- 2009年11月15日　横浜国際女子マラソン　2時間28分51秒　優勝（当初1着だったアビトワがドーピング違反で失格により繰り上げ）
- 2009年12月13日　ホノルルマラソン　2時間29分53秒　2位
- 2010年4月18日　長野オリンピック記念長野マラソン　2時間34分46秒　4位
- 2010年11月27日　広州アジア競技大会女子マラソン　2時間32分11秒　5位
- 2011年2月27日　東京マラソン2011　2時間42分19秒　16位
- 2011年8月28日　北海道マラソン　2時間34分26秒　2位
- 2011年10月30日　大阪マラソン　2時間33分36秒　2位
- 2012年1月29日　大阪国際女子マラソン　2時間29分51秒　4位（当初2着だったガメラシュミルコがドーピング違反で失格により繰り上げ）
- 2013年10月27日　大阪マラソン　2時間44分37秒　3位（ママさんランナーとして初出走）
- 2014年3月2日 萬金石マラソン（台湾）　2時間46分59秒　8位
- 2014年4月20日　長野オリンピック記念 長野マラソン　2時間42分50秒　7位
- 2014年10月26日　大阪マラソン　途中棄権
- 2014年11月16日　横浜国際女子マラソン　2時間51分18秒　17位

現役選手として過去20回以上フルマラソンに出走した嶋原は、序盤及び前半からの速いペースにはついていかず、自重気味にレースを進めて余力を残し、マラソンの後半及び終盤に追い上げペースの落ちた選手をかわしていく、というレースのパターンが多かった。逆にレース前半から先頭集団がスローペースの場合は、終始集団についていき後半粘って勝負というケースも見られた。なお寒い冬場のスピードレースには対応出来ず、マラソン自己記録は2時間25分台に留まったが、フルマラソンの自己ベストでは珍しく、2009年8月に開催された夏場の北海道マラソンなど、特に暑い時期でのマラソン大会で好成績を残している。